# شاردینو (شهرستان کالمانسکی، سرزمین آلتای)
شاردینو (به لاتین: Shadrino) یک منطقهٔ مسکونی در روسیه است که در سرزمین آلتای واقع شده‌است.